# Indios de Oriente
Los Indios de Oriente, posteriormente Estrellas Orientales, fue un club de béisbol que jugó desde 1956 hasta 1964 en la Liga Venezolana de Béisbol Profesional. 
Jugaban sus juegos como local en el Estadio Municipal de Puerto La Cruz, Venezuela (hoy conocido como Alfonso "Chico" Carrasquel).

## Historia
En 1956, Joe Novas y Johnny Cruz, dueños de una conocida empresa de publicidad, fueron los que finalmente compraron el equipo Magallanes a Carlos Lavaud; enseguida le devolvieron a éste el nombre "Magallanes" al irse a la quiebra y dan paso en la temporada de 1956-1957. Los Indios de Oriente reemplazaron a la franquicia del Magallanes para la temporada 1956-57, por lo que muchas figuras icónicas del conjunto pasaron a esta nueva franquicia. El equipo finalizó segundo en la primera mitad con récord de 13-14, pero cayeron a 10-15 en la segunda mitad y terminaron últimos en la liga de cuatro equipos. 
En 1958-59 finalizaron segundos en la temporada regular y siguieron hasta alcanzar el título. Como campeones de liga, representaron a Venezuela en la Serie del Caribe 1959 celebrada en Caracas. El equipo obtuvo un honorable segundo lugar detrás de Alacranes del Almendares de Cuba. Ese mismo año pasan a llamarse "Orientales" luego de ser adquirido por el radiodifusor Antonio José "Catire" Isturiz.
En la edición 1959-60, la temporada fue suspendida debido a una huelga de jugadores. Retornando a la acción la siguiente temporada, el equipo llegó a semifinales donde serían derrotados por los eventuales campeones, los Industriales de Valencia.
La franquicia fue renombrada y restructurada y pasó a llamarse Estrellas Orientales para la temporada 1963-64. Sin embargo, los cambios no crearon un equipo más competitivo y finalizaron cuarto con un récord de 21-29. Al final del año, el "Catire" Isturiz convence a Carlos Lavaud, después de varios intentos, para que le venda los derechos del nombre "Magallanes". Entonces, a dos meses del inicio de la temporada 1964-1965 se anuncia el regreso de Magallanes, esta vez bajo el nombre de Navegantes del Magallanes.